# Reinhard Kofler
Reinhard Kofler (ur. 6 grudnia 1984 roku w Vöcklabruck) – austriacki kierowca wyścigowy.

## Kariera
Kofler rozpoczął karierę w wyścigach samochodowych w 2001 roku od startów w Formule BMW Junior, gdzie dwunastokrotnie stawał na podium, a siedmiokrotnie na jego najwyższym stopniu. Dorobek 240 punktów pozwolił mu zdobyć tytuł mistrza serii. W późniejszych latach pojawiał się także w stawce Formuły BMW ADAC, Formuły Renault Habo DaCosta, Brytyjskiej Formuły 3, Europejskiego Pucharu Formuły Renault 2.0, Niemieckiej Formuły Renault, Włoskiej Formuły Renault, FIA GT Championship oraz Bomboogie GT Challenge.

## Statystyki
| Sezon | Seria                                  | Zespół               | Wyścigi | Zwycięstwa | PP | NO | Podium | Punkty | Pozycja |
| ----- | -------------------------------------- | -------------------- | ------- | ---------- | -- | -- | ------ | ------ | ------- |
| 2001  | Formuła BMW Junior                     | ADAC e.V. Motorsport | 27      | 7          | 1  |    | 12     | 240    | 1       |
| 2002  | Formuła BMW ADAC                       | Mamerow Racing Team  | 19      | 1          | 3  | 2  | 5      | 110    | 7       |
| 2003  | Niemiecka Formuła Renault              | JD Motorsport        | 14      | 0          | 0  | 1  | 3      | 211    | 5       |
| 2003  | Formuła Renault 2000 Masters           | JD Motorsport        | 8       | 1          | 0  | 0  | 2      | 70     | 7       |
| 2003  | Brytyjska Formuła 3                    | Alan Docking Racing  | 2       | 0          | 0  | 0  | 0      | 0      | NS      |
| 2003  | Formuła Renault Habo DaCosta           |                      |         |            |    |    |        | 13     | 24      |
| 2004  | Europejski Puchar Formuły Renault 2000 | JD Motorsport        | 17      | 1          | 0  | 0  | 4      | 202    | 5       |
| 2004  | Niemiecka Formuła Renault              | JD Motorsport        | 12      | 1          | 0  | 1  | 4      | 164    | 7       |
| 2005  | Europejski Puchar Formuły Renault 2.0  | Cram Competition     | 4       | 0          | 0  | 0  | 1      | 25     | 14      |
| 2005  | Włoska Formuła Renault                 | IT Loox Racing       | 15      | 0          | 0  | 0  | 0      | 58     | 11      |
| 2007  | FIA GT - GT1                           | Rbimmo-Racing Team   | 1       | 0          | 0  |    | 0      | 0      | NS      |
| 2008  | Bomboogie GT Challenge                 | KTM                  | 1       | 0          | 0  | 0  | 0      | N/A    | NS      |